# Minidian
Minidian è un comune rurale del Mali, capoluogo del circondario di Kangaba, nella regione di Koulikoro.